# Félix Février
Félix Lucien Joseph Février (Sombreffe, 27 december 1855 - Florennes, 24 augustus 1908) was een Belgisch notaris en senator.

## Biografie

### Familie
Félix Février was een kleinzoon van notaris Felix Février (1773-1855) en een zoon van notaris Grégoire Février (1807-1876) en Marie-Thérèse Squilbeek (1817-1886). Zijn vader was burgemeester van Sombreffe en provincieraadslid van Namen. Hij was een broer van Alfred Février, notaris en senator.

### Loopbaan
Février studeerde af als ingenieur (1878) aan de Rijksuniversiteit Gent en als kandidaat notaris (1880) aan de Université libre de Bruxelles. In 1883 werd hij benoemd tot notaris in Florennes. In 1883 werd hij verkozen tot gemeenteraadslid van deze gemeente en in 1904 werd hij schepen. 
In 1900 werd hij verkozen tot liberaal senator van het arrondissement Charleroi en vervulde dit mandaat tot aan zijn dood.